# Campeonato Europeo de Halterofilia de 1904
El VII Campeonato Europeo de Halterofilia se celebró en Ámsterdam (Países Bajos) el 13 de agosto de 1904 bajo la organización de la Federación Europea de Halterofilia (EWF) y la Federación Neerlandesa de Halterofilia.

## Medallistas
| Evento            | Oro                       | Plata                     | Bronce                     |
| ----------------- | ------------------------- | ------------------------- | -------------------------- |
| Categoría abierta | Heinrich Neuhaus Alemania | Jim Spraut · Países Bajos | Fritz Eicheltrach Alemania |

## Medallero
| Núm. | País         | Oro | Plata | Bronce | Total |
| ---- | ------------ | --- | ----- | ------ | ----- |
| 1    | Alemania     | 1   | 0     | 1      | 2     |
| 2    | Países Bajos | 0   | 1     | 0      | 1     |
|      | TOTAL        | 1   | 1     | 1      | 3     |